# Maziły
Maziły – wieś w Polsce położona w województwie lubelskim, w powiecie tomaszowskim, w gminie Susiec.
| SIMC    | Nazwa      | Rodzaj    |
| ------- | ---------- | --------- |
| 0900270 | Zagrodniki | część wsi |

We wsi jest przystanek kolejowy Maziły na linii kolejowej nr 69 łączącej stację Rejowiec ze stacją Hrebenne.
W latach 1975–1998 miejscowość administracyjnie należała do województwa zamojskiego.
Wieś jest sołectwem w gminie Susiec. Według Narodowego Spisu Powszechnego z roku 2011 wieś liczyła 211 mieszkańców.
W Maziłach w czasie II wojny światowej podczas bitwy tomaszowskiej 19 września 1939 roku poległ pułkownik piechoty Wojska Polskiego Wacław Klaczyński, dowódca Grupy Fortecznej Obszaru Warownego „Śląsk”.
Wierni Kościoła rzymskokatolickiego należą do parafii Opieki św. Józefa i św. Michała Archanioła w Łosińcu.

## Transport
Od stycznia 2024 roku Urząd Marszałkowski Województwa Lubelskiego sfinansował całoroczne kolejowe połączenia pasażerskie z Zamościa przez Maziły do Bełżca. W rozkładzie jazdy znalazły się 4 kursy w każdą ze stron. Są one skomunikowane w Zawadzie i Zamościu z pociągami z Lublina i Warszawy umożliwiając dojazd z pozostałych części kraju. W piątki i niedziele jedna para została wydłużona do Hrebennego.